# Schangnau
Schangnau (toponimo tedesco) è un comune svizzero di 897 abitanti del Canton Berna, nella regione dell'Emmental-Alta Argovia (circondario dell'Emmental).

## Monumenti e luoghi d'interesse

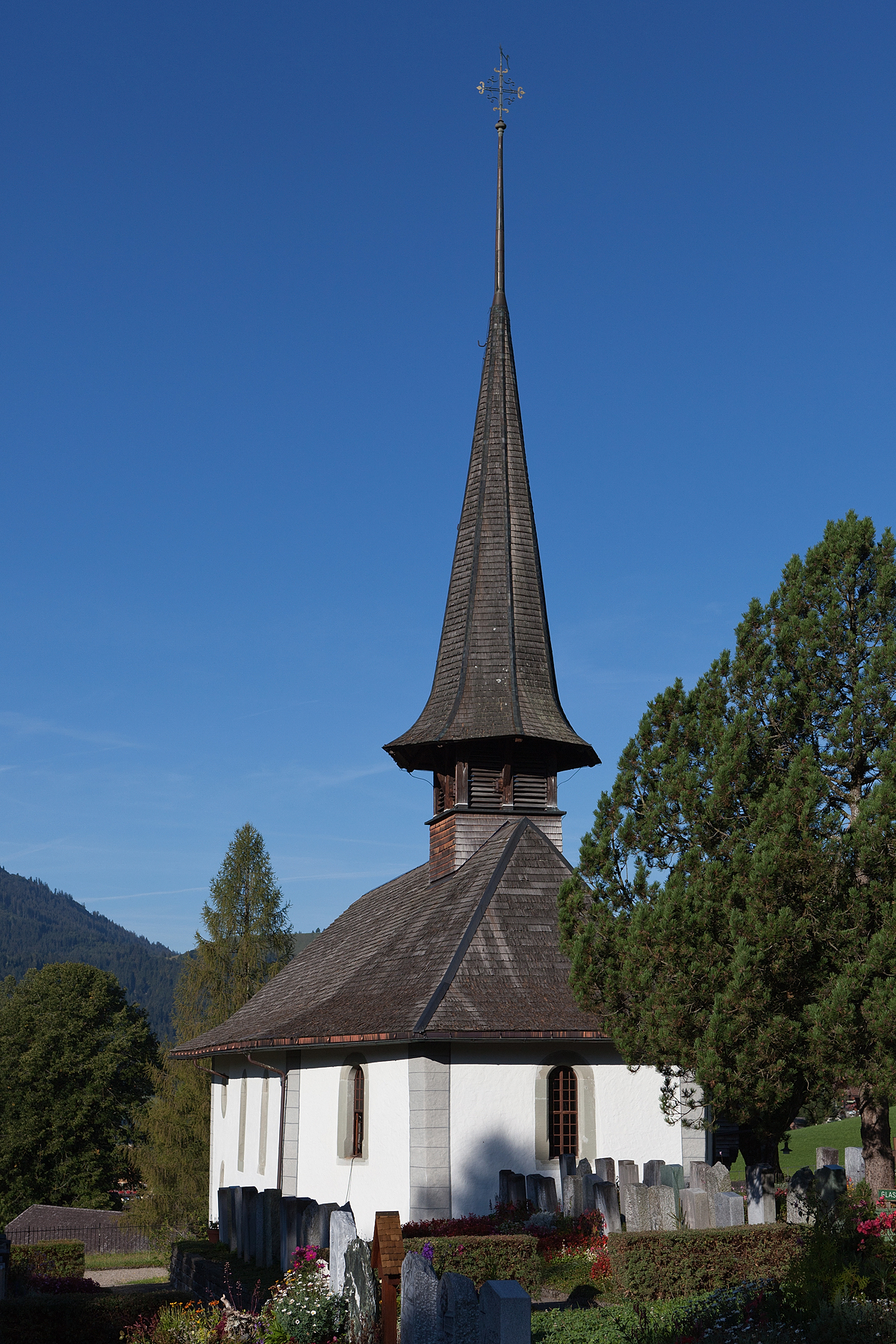
La chiesa riformata

- Chiesa riformata, eretta nel 1536 e ricostruita nel 1618[1].

## Società

### Evoluzione demografica
L'evoluzione demografica è riportata nella seguente tabella:
Abitanti censiti

## Economia
La frazione di Bumbach è una stazione sciistica.

## Amministrazione
Ogni famiglia originaria del luogo fa parte del cosiddetto comune patriziale e ha la responsabilità della manutenzione di ogni bene ricadente all'interno dei confini del comune.